# Processo LD

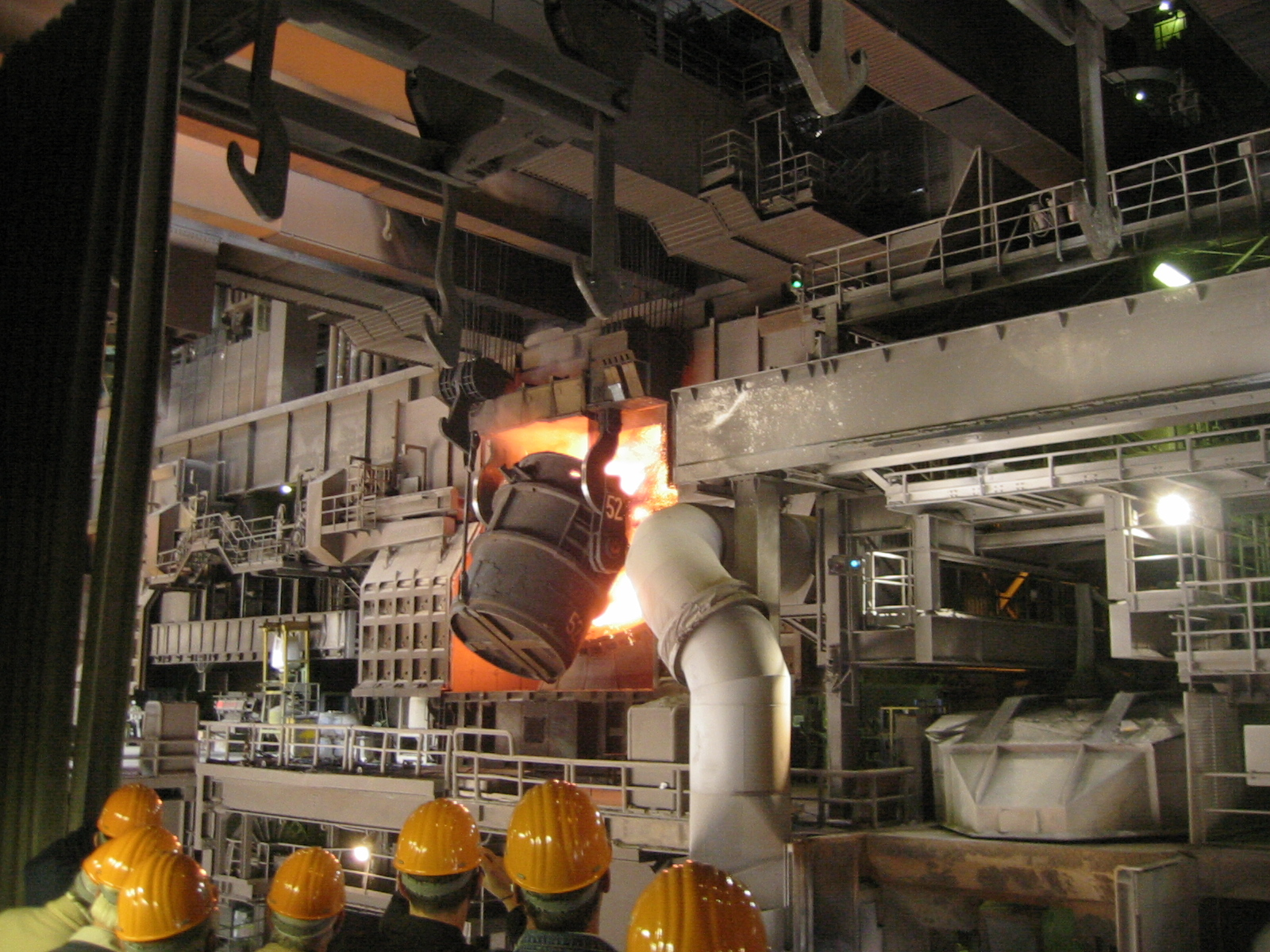
Caricamento di un convertitore a ossigeno nello stabilimento ThyssenKrupp di Duisburg

Il processo Linz-Donawitz (BOS, BOP, BOF, OSM, Linz-Donawitz-Verfahren, LD-converter, Oxygen Converter Process) (Linz-Donawitz-Verfahren: ivi infatti fu inizialmente praticato) è il principale processo di produzione dell'acciaio da ghisa. Il processo fu interamente sviluppato nel 1948 dall'ingegnere svizzero Robert Durrer del tutto fuori dall'ambiente tradizionale del "big steel", e ridusse sin dall'inizio i costi degli impianti e tempi di forgiatura, e aumentò considerevolmente la produttività. 
In questo modo non solo aumentò inizialmente il vantaggio competitivo dell'acciaio austriaco, contribuendo alla rinascita postbellica, ma fu in gran parte responsabile dell'abbattimento tra il 1920 e il 2000 dei requisiti di manodopera nell'industria siderurgica di un fattore 1000 (da più di tre ore lavorative per tonnellata ad appena 0.003). La stragrande maggioranza dell'acciaio fabbricato sul pianeta è prodotto usando la fornace basica all'ossigeno; nel 2000, è stimata al 60% dell'output globale d'acciaio. La fornaci moderne prendono una carica di ghisa di peso superiore alle 350 tonnellate e la convertono in acciaio in meno di 40 minuti, che vanno confrontati alle 10–12 ore che servono ad una fornace aperta.

## Caratteristiche
Il processo LD è uno sviluppo del processo Bessemer ma usa per l'ossidazione ossigeno puro soffiato sulla superficie del metallo fuso da una lancia raffreddata ad acqua. È un processo basico all'ossigeno, ed è infatti talvolta indicato, mutandolo dal contesto anglosassone come BOS (dall'inglese Basic Oxygen Steelmaking), BOP (dall'inglese Basic Oxygen Process) o BOF (dall'inglese Basic Oxygen Furnace). È cioè un metodo di forgiatura primaria dell'acciaio nel quale una colata ad alto tenore di carbonio è trasformata in acciaio. L'insufflazione di ossigeno nella colata abbassa il tenore di carbonio della lega e la trasforma in acciaio dolce. Il processo è detto basico per via dell'elevato indice di basicità della scoria (esprimibile in prima approssimazione come %CaO/%SiO2), il quale viene in genere mantenuto ad un valore superiore a 3 con l'aggiunta di calce viva o di dolomite nelle proporzioni necessarie.

## Storia

### Prodromi
Nel 1858, Henry Bessemer aveva già brevettato un processo di forgiatura che impiegava l'insufflazione di ossigeno per decarburare il ferro fuso (UK Patent No. 2207). Per quasi un secolo quantità commerciali di ossigeno non furono disponibili in assoluto o erano troppo costose, e l'invenzione rimase inutilizzata. Durante la seconda guerra mondiale ingegneri quali il tedesco Karl Valerian Schwarz, il belga John Miles e gli svizzeri Durrer e Heinrich Heilbrugge proposero le loro versioni della forgiatura a insufflazione d'ossigeno, ma solo Durrer e Heilbrugge lo portarono alla produzione di massa.

### Nascita
Nel 1943 l'ingegnere svizzero Robert Durrer, precedentemente professore al Berlin Institute of Technology, ritornò in Svizzera e accettò un posto presso la Roll AG, il massimo produttore d'acciaio nazionale. Nel 1947 comprò il primo piccolo convertitore sperimentale da 2 tonnellate e mezzo dagli U.S.A., che il 3 aprile 1948 produsse il suo primo acciaio. Il nuovo processo poteva convenientemente processare grandi quantitativi di materia prima esigendo un basso contenuto di metallo primario. Nell'estate del 1948 la Roll AG, insieme alla VOEST e alla ÖAMG, due piccole compagnie nell'Austria occupata, che non si erano ancora riprese dalla distruzione della guerra si accordarono sulla commercializzazione del "processo Durrer".

### Lancio commerciale
Dal giugno 1949, la VOEST sviluppò un adattamento del processo Durrer, quello che sarà appunto rinominato "LD". nel dicembre 1949, insieme alla ÖAMG commissionò la costruzione dei loro primi convertitori da 30 tonnellate. Furono così messi in opera nel novembre 1952 (dalla VOEST a Linz) e nel maggio 1953 (dalla ÖAMG a Donawitz) e immediatamente divenne La innovazione di punta del mondo dell'acciaio, causando una rivoluzione nella ricerche legate alla siderurgia. Bisogna ricordare che 34 000 uomini d'affari e ingegneri visitarono i convertitori VOEST dal 1963. 
La VOEST acquistò allora i diritti di mercato della nuova tecnologia. Ciononostante, errori commessi dalla direzione sia della VOEST che della ÖAMG nelle licenze della loro tecnologia ne resero il controllo dell'adozione in Giappone impossibile e dalla fine degli anni cinquanta gli austriaci persero la loro competitività.

### Diffusione e modifiche esterne
I grandi produttori americani invece non colsero al volo la nuova tecnologia: i primi convertitori negli Stati Uniti furono lanciati alla fine del 1954 da McLouth Steel a Trenton, Michigan, che aveva meno dell'1% del mercato siderurgico nazionale. La U.S. Steel e la Bethlehem Steel introdussero il processo basico a ossigeno solo nel 1964. Altrove, anche a causa delle negligenze austriache, la tecnologia fu adottata rapidamente, ma mentre il processo LD originale impiegava ossigeno insufflato sulla sommità del bagno attraverso una lancia verticale raffreddata ad acqua, negli anni sessanta i produttori stranieri introdussero convertitori ad insufflazione dal basso e l'insufflazione di gas inerte per agitare il metallo fuso e rimuovere le impurità di fosforo. dal 1970 la metà della produzione mondiale e l'80% di quella giapponese è prodotta in convertitori ad ossigeno. Nell'ultimo quarto del XX secolo i BOF furono gradualmente sostituiti con la fornace ad arco elettrico. In Giappone l'impiego del processo LD è sceso dall'80% nel 1970 al 70% nel 2000; quello mondiale si è stabilizzato al 60%.

## Funzionamento
1. La ghisa liquida proveniente dall'altoforno viene versata in un contenitore rivestito di refrattario chiamato siviera;
2. Il metallo nella siviera è mandato direttamente alla BOS, oppure ad un pretrattamento che serve per ridurre le concentrazioni finali di zolfo, silicio, e fosforo. Una lancia viene immersa nel metallo fuso della siviera e vengono aggiunti diversi quintali di magnesio in polvere. Le impurità di zolfo vengono decantate come solfuro di magnesio in una violenta reazione esotermica. Il solfuro viene quindi asportato. Un trattamento simile è possibile per la desilicazione e defosforazione usando ruggine, ossido ferrico e calce come reagenti. La decisione di pretrattare o meno dipende dalla qualità del metallo uscito dall'altoforno e dalla qualità finale richiesta all'acciaio da BOS.
3. L'aggiunta al forno di questi ingredienti è chiamato carica. Il processo BOS è autogeno: l'energia termica richiesta è generata dalle reazioni del processo. Il mantenimento del tipico bilancio di carica, il rapporto di metallo fuso da eliminare, è come tale molto importante. Il contenitore BOS è riempito per un quinto con scorie di acciaio (rottami). Viene aggiunto il metallo fuso dalla siviera secondo quanto richiesto dal bilancio di carica. Una tipica composizione chimica di colata caricata nel contenitore BOS è: 4% C, 0.2–0.8% Si, 0.08%–0.18% P, e 0.01–0.04% S.
4. Il convertitore viene quindi eretto e la lancia raffreddata ad acqua viene calata al suo interno, insufflando ossigeno puro al 99% sul metallo a circa Mach1[8], bruciando così la maggior parte del carbonio disciolto nella ghisa a formare monossido di carbonio e anidride carbonica, facendo salire la temperatura a 1700 °C. Questo fonde gli scarti, abbassa il tenore di carbonio nella colata e aiuta a rimuovere gli elementi indesiderati. È questo uso dell'ossigeno puro invece che di aria (ossigeno misto ad altri gas) che causa il miglioramento rispetto al processo Bessemer, dato che l'azoto (e gli altri gas minori) nell'aria non reagiscono con la carica come invece l'ossigeno.
5. I getti (bruciano Calce o dolomite) sono versati nello stampo a formare la loppa, che assorbe le impurità del processo di lavorazione. Durante il versamento del metallo nel contenitore si forma l'emulsione della loppa, facilitando il procedimento. In prossimità della fine del processo di raffinazione, che impiega circa 20 minuti, viene misurata la temperatura e vengono prelevati ed analizzati dei campioni al computer in circa 6 minuti. Una tipica composizione della colata è ora 0.3–0.6% C, 0.05–0.1% Mn, 0.01–0.03% Si, 0.01–0.03% S e P.
6. Il convertitore BOS viene nuovamente inclinato e l'acciaio viene gettato in una grande siviera. Questo processo viene chiamato tapping dell'acciaio, ulteriormente rifinito nella fornace aggiungendo materiali leganti a dare le proprietà speciali richieste dal cliente. Talvolta l'argon o l'azoto gassosi vengono fatti gorgogliare nella siviera per assicurarsi che la lega si mescoli correttamente. L'acciaio ora contiene un tenore dello 0.1–1% di carbonio.
7. Successivamente l'acciaio viene rimosso dal contenitore BOS, può essere stampato (leghe da fonderia) ed è finalmente pronto per i successivi trattamenti termo-meccanici (leghe da deformazione).